# Club Huracán (San Rafael)
El Club Huracán es un club deportivo de la ciudad de San Rafael, Mendoza, Argentina, fundado el 15 de noviembre de 1925. Participó dos veces en el Torneo Nacional y también ha disputado otros torneos nacionales.
Tras la eliminación del Torneo Federal B por parte del Consejo Federal actualmente participa del torneo de Liga Sanrafaelina, campeonato local del departamento de San Rafael, a la espera del Torneo Regional Federal Amateur.
Además del fútbol también se practica básquet, donde es uno de los fundadores de la Asociación Sanrafaelina, handball, vóley y hockey sobre césped femenino.

## Historia

### Fundación
Fue creado el 15 de noviembre de 1925 por un grupo de jóvenes, la mayoría alumnos de la escuela "25 de Mayo", con el nombre de Club Sportivo Huracán. Su primer presidente fue Urbano Peralta
Fueron sus fundadores Francisco Abbona, David Ambrosini, Manuel Asens, Feliciano Benavídez, Antonio Bernal, Antonio Bittar, Edmundo Bombín, Lucio y Rogelio Bondino, Humberto Bravo, Juan Bustos, Raúl Darcet, Félix Domínguez, Gabino Fernández, Fortunato Gattás, Guillermo Herrera, Ángel, Antonio y Rodolfo Martínez, Osvaldo Martino, Urbano Peralta, Juan Tenconi y Juan Vittone.
El mismo año, se afilió a la Liga Sanrafaelina de Fútbol. En esa época jugaba en avenida Mitre y Edison, y tiempo después habilitaron otra cancha en calle Edison y las vías del ferrocarril.

### Época dorada (1973 - 1981)

#### El Torneo Nacional
El club clasificó 2 veces al Torneo Nacional: en 1974 y 1981.
- En el Nacional de 1974 quedó 9° en el Grupo B, donde enfrentó rivales como River Plate, Argentinos Juniors y Newell's Old Boys, entre otros, con un balance de un partido ganado, cuatro empatados y trece perdidos.[5]

- En el Nacional de 1981 quedó 7° en el Grupo C, donde enfrentó rivales como Newell's Old Boys (nuevamente), Vélez Sarsfield e Independiente de Avellaneda, entre otros.

Resultados Destacados
Nacional 1981: 3-1 a Gimnasia y Tiro (S)

## Estadio
El nombre del estadio es Pretel Hermanos, también es llamado "Gigante de Pueblo Diamante" y tiene una capacidad aproximada para albergar 15.000 espectadores. Cuenta con cuatro cabinas de transmisión y cuatro torres de iluminación.

## Clásico sanrafaelino
El clásico de Huracán es Sportivo Pedal Club. También mantiene cierta rivalidad con Sport Club Pacífico de General Alvear.

## Datos del club

### Participaciones en torneos de AFA y el Consejo Federal
Participaciones en la primera categoría (2): 83° Puesto Histórico
- Torneo Nacional (2):
  - Campeonato Nacional 1974
  - Campeonato Nacional 1981

Participaciones en la segunda categoría (7)
- Torneo Regional clasificatorio al Torneo Nacional (7):
  - Torneo Regional 1974[6]
  - Torneo Regional 1976
  - Torneo Regional 1977
  - Torneo Regional 1979
  - Torneo Regional 1981[6]
  - Torneo Regional 1982
  - Torneo Regional 1985/86[7]

Participaciones en la tercera categoría (7)
- Torneo del Interior (1):
  - Torneo del Interior 1991/92
- Torneo Argentino A (6):
  - Torneo Argentino A 1995-96
  - Torneo Argentino A 1996/97
  - Torneo Argentino A 1997/98
  - Torneo Argentino A 1999/00
  - Torneo Argentino A 2000/01
  - Torneo Argentino A 2001/02

Participaciones en la cuarta categoría (7)
- Torneo Argentino B (1):
  - Torneo Argentino B 2002-03
  - Torneo Argentino B 2012-03
- Torneo Federal B (4):
  - Torneo Federal B Transición 2014
  - Torneo Federal B 2015
  - Torneo Federal B Complementario 2016
  - Torneo Federal B 2017

- Torneo Regional Federal Amateur (2):
  - Torneo Regional Federal Amateur 2019
  - Torneo Regional Federal Amateur 2022/23

Participaciones en la quinta categoría (5)
- Torneo del Interior (5)
  - Torneo del Interior 2008
  - Torneo del Interior 2009
  - Torneo del Interior 2010
  - Torneo del Interior 2011
  - Torneo del Interior 2012[8]

## Palmarés

### Torneos provinciales
- Liga Sanrafaelina de Fútbol (28): 1929, 1930, 1931, 1933, 1940, 1956, 1957, 1958, 1960, 1963, 1975, 1976, 1978, 1980, 1981, 1986, 1990, 1991, 1993, 1995, 1999, 2006, 2008, 2010, 2011, 2013 , 2022 2023

Títulos primera división Básquet: Liga Mendocina de Básquet A2 año 2012; Liga Mendocina de Básquet A3 año 2016; Liga Mendocina de Básquet N2 2017

### Torneos nacionales
- Torneo Regional (2)[6]: 1974, 1981.[9]